# Aleksander Kwaśniewski

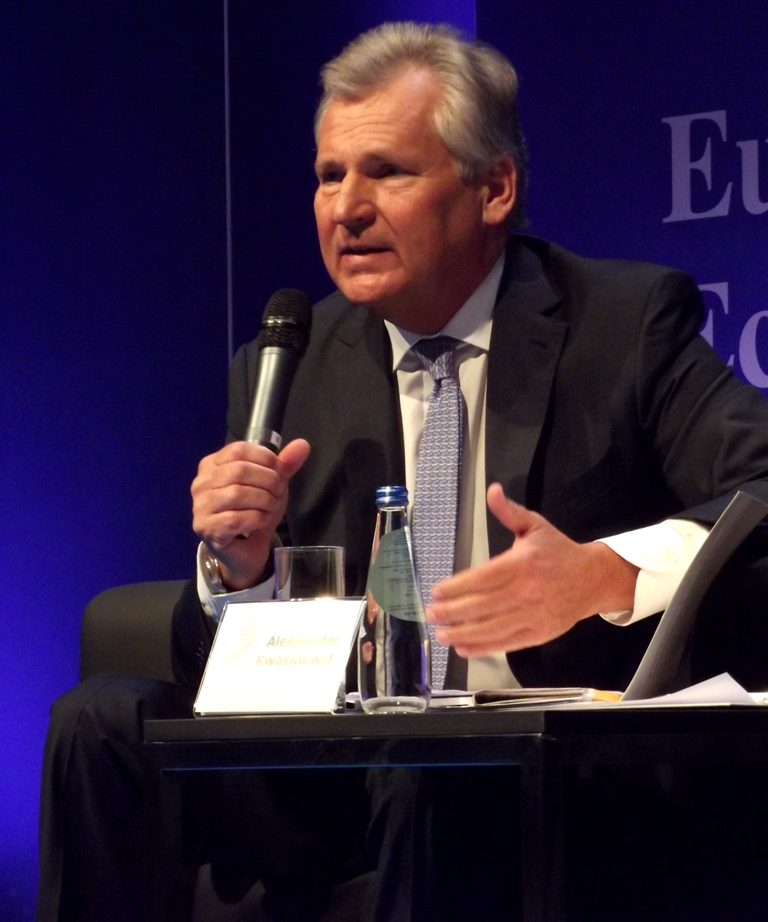
Aleksander Kwaśniewski (2013)

Aleksander Kwaśniewski [alεkˈsandεr kfaɕˈɲεfski]  (* 15. November 1954 in Białogard, Polen) ist ein polnischer Politiker. Er war der dritte Präsident der Dritten Polnischen Republik. Seine Amtszeit verlief vom 23. Dezember 1995 bis zum 23. Dezember 2005 über zwei Amtsperioden. Zuvor gehörte er von 1991 bis 1995 dem Sejm in dessen I. und II. Wahlperiode an.

## Leben
Kwaśniewski ist Sohn eines aus den polnischen Ostgebieten stammenden Chirurgen, der auch als Fußball-Schiedsrichter tätig war. Er selbst betrieb als Jugendlicher Leichtathletik. Zwar studierte er an der Universität Danzig Außenhandel, schloss das Studium aber nicht ab. Er war in dieser Zeit Funktionär des Sozialistischen Studentenbundes SZSP und gehörte bereits in der Zeit der Volksrepublik Polen zwischen 1985 und 1987 der Regierung von Zbigniew Messner als Jugendminister an und wurde von Wojciech Jaruzelski gefördert. In der Phase des Umbruchs von der kommunistischen Volksrepublik zum heutigen parlamentarisch-demokratischen Polen nahm er auf Regierungsseite an den Runder-Tisch-Gesprächen mit der Gewerkschaft Solidarność teil.
Von 1990 bis 1995 war er Vorsitzender der von ihm mitgegründeten sozialdemokratischen Partei SdRP, die sich 1991 dem Wahlbündnis SLD anschloss. Für dieses wurde er bei der ersten vollständig freien Sejmwahl 1991 gewählt. Bei der Wahl 1993 wurde er wiedergewählt. 1995 konnte er sich in den Präsidentschaftswahlen gegen Lech Wałęsa durchsetzen und wurde am 23. Dezember 1995 Präsident Polens. Mit seinem Austritt aus der SdRP im gleichen Jahr erhob er den Anspruch, alle Polen parteiübergreifend zu vertreten. 2000 wurde er im ersten Wahlgang für eine zweite Amtszeit wiedergewählt.
Kwaśniewski führte Polen 1999 in die NATO und 2004 in die Europäische Union. Während seiner Amtszeit pflegte er zudem besonders gute Beziehungen zu den Präsidenten der polnischen Nachbarländer Valdas Adamkus (Litauen), Rudolf Schuster (Slowakei) und Václav Havel (Tschechien). Ausgezeichnet waren die Beziehungen zwischen Kwaśniewski und dem ukrainischen Präsidenten Leonid Kutschma. Kwaśniewski war während der Krise in der Ukraine im November 2004 zusammen mit dem litauischen Präsidenten Adamkus ein wichtiger Vermittler zwischen den Konfliktparteien der sogenannten Orangen Revolution.
Trotz der großen Popularität in Umfragen (etwa zwischen 65 und 75 Prozent) war er als Präsident besonders im Bereich Innenpolitik umstritten. Kwaśniewski blockierte unter anderem soziale Reformen der bürgerlichen Regierung von Jerzy Buzek, zum Beispiel eine Verwaltungsreform, eine Steuerreform oder ein Reprivatisierungsgesetz. Kwaśniewski wurde auch vorgeworfen, dass er Korruption in Polen verharmlosen würde. Nach verschiedenen Affären sah er sich gezwungen, große Teile seiner engsten Mitarbeiter zu entlassen.
Kwaśniewski wurde als einer der Kandidaten für die Nachfolge von Jaap de Hoop Scheffer als NATO-Generalsekretär genannt. Nach den Wahlen von 2005 trat er am 23. Dezember 2005 ab, da die Verfassung Polens eine dritte Amtszeit nicht zulässt.
Seit 2007 engagierte sich Kwaśniewski aktiv als Vorsitzender eines neuen linken Parteienbündnisses zwischen der SLD, der Unia Pracy, der SdPL (alle sozialdemokratisch) und der sozialliberalen Demokratischen Partei. Kwaśniewski selbst trat nicht als Spitzenkandidat der Gruppierung unter dem Namen LiD – Linke und Demokraten an. Seine Auftritte als ehemaliger Staatspräsident sollten die Opposition im Wahlkampf gegen die regierende Partei von Jarosław Kaczyński stärken und eine stärkere Präsenz linker Parteien im Sejm erreichen, der am 21. Oktober 2007 neu gewählt wurde. Ein wichtiger Auftritt Kwaśniewskis war eine Fernsehdebatte mit Premierminister Jarosław Kaczyński am 1. Oktober 2007.
Seit Juni 2012 beobachtete Kwaśniewski im Auftrag des Europäischen Parlamentes den Strafprozess gegen Julija Tymoschenko in der Ukraine. Siehe hierzu auch: Hapsburg Group.
Seit 2013 unterstützt er zusammen mit dem Europaabgeordneten Marek Siwiec und dem Sejmabgeordneten Janusz Palikot die Initiative Europa Plus.
Seit Januar 2014 ist Kwaśniewski Mitglied im Management der Burisma Holdings Ltd, eines zypriotisch-ukrainischen Gaskonzerns.
Er ist mit Jolanta Kwaśniewska verheiratet. Er ist bekennender Atheist, doch respektiert er nach eigenen Worten die katholische Kirche.

## Wahlergebnisse in Präsidentschaftswahlen
- 1995: 51,72 Prozent (2. Wahlgang)[11]
- 2000: 53,90 Prozent (1. Wahlgang)[12]

## Auszeichnungen (Auszug)
- 1996: Großkreuz des Verdienstordens der Italienischen Republik
- 1997: Orden des Weißen Doppelkreuzes
- 1997: Collane des Finnischen Ordens der Weißen Rose
- 1998: Groß-Stern des Ehrenzeichens für Verdienste um die Republik Österreich[13]
- 1999: Großkreuz mit Collane des Sterns von Rumänien
- 2001: Ehrenbürger der Stadt Jerewan[14]
- 2001: Collane des Verdienstordens der Republik Ungarn
- 2002: Collane des Ordens des weißen Sterns
- 2004: Collane des Ordens des Weißen Löwen
- 2005: Orden des Fürsten Jaroslaw des Weisen (I. Klasse)
- 2005: Ukrainischer Verdienstorden[15]
- 2005: Ehrenbürger von Kaunas
- 2010: Ehrenbürger der Stadt Warschau